# Gepefrin
Gepefrin (presionorm, Vintonin, 3-hidroksiamfetamin, meta-hidroksiamfetamin, i α-metil-meta-tiramin) je antihipertenziv ili simpatomimetski agens iz amfetaminske familije koji je u prodaji u pojedinim Evropskim zemljama.
On je poznati metabolit amfetamina.

## Literatura
- Index Nominum 2000: International Drug Directory. Taylor & Francis US. 2000. стр. 487.  978-3-88763-075-1. Приступљено 24. 4. 2012.
- F.. Macdonald (1997). Dictionary of Pharmacological Agents. CRC Press. стр. 127.  978-0-412-46630-4. Приступљено 24. 4. 2012.